# Miyota
Miyota (御代田町 Miyota-machi?) es un pueblo en la prefectura de Nagano, Japón, localizado en la parte central de la isla de Honshū, en la región de Chūbu. El 1 de marzo de 2021 tenía una población estimada de 15 494 habitantes y una densidad de población de 264 personas por km².

## Geografía
Miyota se encuentra en la parte noreste de la prefectura de Nagano, en la frontera con la prefectura de Gunma. El monte Asama (2568 metros) se encuentra dentro del límite del norte del pueblo.

## Historia
El área del actual Miyota era parte de la antigua provincia de Shinano, y fue el sitio de la batalla de Odaihara durante el período Sengoku. Como Otai-shuku, se desarrolló como una estación del Nakasendō, la ruta que conecta Edo con Kioto durante el período Edo. La villa de Miyota se creó con el establecimiento del sistema de municipios el 1 de abril de 1889. Se fusionó con las villas de Onuma y Goka para formar el pueblo de Miyota el 30 de septiembre de 1956.

## Demografía
Según los datos del censo japonés, la población de Miyota ha aumentado en los últimos 50 años.
| Gráfica de evolución demográfica de Miyota entre 1940 y 2015 |
|                                                              |
| Oficina de Estadísticas de Japón                             |